# Акулов, Глеб Григорьевич
Глеб Григорьевич Акулов (1916, Ставрополь-Кавказский — 10 июля 1941) — советский поэт, наиболее известен как автор слов песни «За дальнею околицей». Участник Великой Отечественной войны, погиб в боях с немецко-фашистскими захватчиками на территории Белоруссии в июле 1941 года.

## Биография
Родился в 1916 году в Ставрополе.
Окончил среднюю школу при Московском заводе № 22, где с 1933 по 1934 год работал токарем-механиком. Затем служил на Северной железной дороге.
В 1937—1940 годах работал во Радиокомитете СССР, в последнее время занимал должность главного редактора литературно-драматического вещания. В 1940 году Акулов окончил Литературный институт. В августе этого года был призван на действительную военную службу. Служил в танковых частях, рядовой стрелок.
Печатал свои сочинения с 1935 года. В 1938 году показал композитору Николаю Будашкину написанное им стихотворение «За дальнею околицей». Будашкин сочинил музыку на эти слова, но обнародовать эту песню для широкого показа не стал.
В самом начале Великой Отечественной войны, в июле 1941 года, стрелок-танкист 36-го танкового полка 18-й танковой дивизии Глеб Акулов был тяжело ранен в бою на белорусской земле и 10 июля 1941 года умер в санитарном поезде. Похоронен у современной деревни Голощакино (Богушевский сельсовет, Сенненский район, Витебская область).
В январе 1942 года в блокадном Ленинграде состоялась премьерное исполнение мелодии песни «За дальнею околицей», её исполнил оркестр Балтийского флота. Музыка была тепло принята слушателями, а вскоре прозвучала по радио и сама песня. Записанная на грампластинки в дальнейшем она стала одной из любимейших в народе. Песня звучала в передаче «Встреча с песней»
Стихи Глеба Акулова были положены на музыку и другими композиторами